# Везда, Антонин
А́нтонин Ве́зда (чеш. Antonín Vězda, 1920—2008) — чешский лихенолог, один из самых влиятельных и авторитетных лихенологов XX века.

## Биография
Антонин Везда родился в Брно 25 ноября 1920 года в семье книгопечатника, миколога-любителя. В 1945 году, после окончания Второй мировой войны, поступил в Масариков университет Брно. В 1948 году окончил Масариков университет, в 1953 году — Сельскохозяйственный университет, после чего стал преподавать. В 1960 году Везда был уволен из университета, поскольку не являлся коммунистом, был вынужден работать лесничим.
С 1968 года Антонин Везда работал научным сотрудником Института ботаники Чехословацкой академии наук. Он издал самую объёмную в истории серию эксикатов лишайников — Lichenes selecti exsiccati, состоявшую из 2500 видов лишайников со всего мира.
Везда был специалистом по налиственным лишайникам, исследовал их способы бесполого размножения, длительное время изучал флору лишайников Кавказа. В свободное время Везда ухаживал за садом луковичных растений, присылаемых ему лихенологами из разных регионов мира.
В 1992 году Везда был удостоен медали Ахариуса.
10 ноября 2008 года Антонин Везда скончался.

## Некоторые публикации
- Poelt, J.; Vězda, A. Bestimmungsschlüssel europäischer Flechten. — Vaduz, 1974. — 757 p.
- Vězda, A.; Liška, J. Katalog lišejníků České republiky. — Průhonice, 1999. — 283 p. — ISBN 80-86188-03-5.

## Роды, названные в честь А. Везды
- Vezdaea Tscherm.-Woess & Poelt, 1976